# روبرتو كيلي
روبرتو كيلي (بالإسبانية: Roberto Kelly)‏ هو لاعب كرة قاعدة بنمي، ولد في 1 أكتوبر 1964 في بنما في بنما.

## وصلات خارجية
- روبرتو كيلي على موقع دوري كرة القاعدة الرئيسي (الإنجليزية)
- روبرتو كيلي على موقعبيزبول رفرنس.كوم (الدوري الرئيسي) (الإنجليزية)
- روبرتو كيلي على موقعبيزبول رفرنس.كوم (الدوري الثانوي) (الإنجليزية)
- روبرتو كيلي على موقع مشجعي الرسوم البيانية (الإنجليزية)